# Говорящий мертвец
«Говорящий мертвец» (англ. Dead Man Talking) — комедийная драма совместного производства кинематографистов Бельгии, Франции и Люксембурга, поставленная в 2012 году режиссёром Патриком Ридремоном. Премьера ленты состоялась 29 сентября 2012 на Кинофестивале франкоязычного кино в Намюре. Фильм был номинирован в восьми категориях на получение бельгийской национальной кинопремии «Магритт» 2013 года.

## Сюжет
В камере смертников заброшенной тюрьмы 40-летний Уильям Ламерс ждёт исполнения смертного приговора. Согласно действующему законодательству, приговорённый к смерти имеет право на последнее слово, прежде чем приговор будет приведён в исполнение. Этот же закон не ставит никаких ограничений по времени, когда осуждённый произносит своё последнее слово. В это время судьба осуждённого на смерть Уильяма Ламерса становится широко обсуждаемым в обществе политическим вопросом.

## В ролях
| Актёр           | Роль            |
| --------------- | --------------- |
| Патрик Ридремон | Уильям Ламерс   |
| Франсуа Берлеан | Карл Равен      |
| Виржини Эфира   | Элизабет Лакруа |
| Кристиан Марен  | капеллан        |
| Жан-Люк Кушари  | Стиг Бродек     |